# Peking
Peking of Beijing (Chinees: 北京; pinyin: Běijīng; [peɪ˨˩ tɕɪŋ˥˥]ⓘ) is de hoofdstad van de Volksrepubliek China. Van het historische China is het sinds de stichting van de Qing-dynastie in 1644 de hoofdstad, met uitzondering van de periode 1928-1949, toen Nanjing de hoofdstad was.
Peking is, samen met Luoyang, Nanjing en Xi'an, een van de vier historische hoofdsteden van China. Met een inwonertal van 21,9 miljoen (volkstelling 2020) is het een van de grootste steden ter wereld, in China is Shanghai echter groter. Peking wordt gezien als het belangrijkste centrum voor bestuur, onderwijs en cultuur. Daarnaast is het een belangrijk knooppunt voor verschillende vormen van vervoer met vele spoorwegen en snelwegen.
Samen met Chongqing, Shanghai en Tianjin is Peking een van de vier Chinese stadsprovincies die dezelfde status hebben als een Chinese provincie. De stadsprovincie Peking wordt geheel omgeven door de provincie Hebei, behalve in het zuidoosten, waar Peking grenst aan de stadsprovincie Tianjin.

## Namen
In Oost-Azië bestaat de traditie dat hoofdsteden de aanduiding 'hoofdstad' in hun naam dragen. In lijn daarmee betekent Beijing (北京) noordelijke hoofdstad (北 (běi) = noorden; 京 (jīng) = hoofdstad), in tegenstelling tot Nanjing (南京), dat zuidelijke hoofdstad betekent. Andere voorbeelden zijn de namen Tokio en Tonkin, het huidige Hanoi, die beide oostelijke hoofdstad betekenen. Kioto (京都) en Gyeongseong (京城; het huidige Seoel) betekenen beide simpelweg hoofdstad.
In China heeft de stad vele namen gehad. Tussen 1928 en 1949 gebruikte de regering van de Kwomintang Nanjing als hoofdstad en werd Peking aangeduid als Beiping, destijds meestal getranslitereerd als Peiping. (Chinees: 北平; Pinyin: Běipíng; Wade-Giles: Pei-p'ing). Letterlijk betekent dit Noordelijke Vrede; zie het kopje Geschiedenis voor de achtergronden. 
In 1949 werd de naam Beijing hersteld door de Communistische Partij van China om aan te geven dat de stad weer de hoofdstad van China was. De regering van de Republiek China op het eiland Taiwan heeft dit formeel nooit erkend, omdat zij zich zag als de legitieme vertegenwoordiger van heel China. Tot diep in de twintigste eeuw was het heel gebruikelijk dat er in Taiwan gesproken werd over Beiping.
Yanjing (Chinees: 燕京; Pinyin: Yānjīnɡ; Wade-Giles: Yen-ching) is en was een andere populaire naam voor Peking, het is een referentie aan de oude staat Yan die bestond tijdens de Zhou-dynastie. Deze naam komt terug in het lokaal gebrouwen Yanjing-bier en in de Yenching-academie, een college van de universiteit van Peking.
De naam Peking vindt zijn oorsprong bij een groep Franse missionarissen in het begin van de zeventiende eeuw: het is de naam voor de hoofdstad in de taal Yue (Kantonees). Het correspondeert met een archaïsche uitspraak die geen rekening houdt met de klankverandering van k naar j in Mandarijn, die optrad gedurende de Qing-dynastie. In de Nederlandse taal is Peking de officiële en meest gebruikte naam voor deze stad, maar vooral in Nederland neemt het gebruik van de naam Beijing toe.
Peking werd door Marco Polo aangeduid met Cambaluc (Khanbalik).

## Geschiedenis
Er waren al steden in de buurt van Peking in het eerste millennium v.Chr. De hoofdstad van de staat Yan (燕), een van de machten tijdens de Periode van de Strijdende Staten, werd gesticht te Ji (T: 薊 / S: 蓟), nabij het moderne Peking. Ji wordt vaak gezien als het begin van Peking, maar voor de zesde eeuw werd de stad verlaten. De exacte locatie van de stad is tot op heden onbekend, hoewel er veel moeite is gestoken in het vinden van de plaats.
Gedurende de Sui- en Tang-dynastieën, bestonden er enkele kleine nederzettingen in de buurt van het huidige Peking. Vele oude dichters kwamen hierheen om te rouwen om het verlies van Ji.
In 936, tijdens de Late Jin-dynastie (regeerperiode 936-947) stond de dynastie een deel van Noord-China (inclusief een groot deel van de noordelijke grens en het huidige Peking) af aan de Khitan Liao-dynastie. In 938 zette deze dynastie een tweede hoofdstad op in wat nu Peking is. In 1125 annexeerden de Jurchen het gebied. De hoofdstad van de Jin-dynastie werd in 1153 verplaatst naar de voormalige hoofdstad van de Liao, waarbij de naam werd gewijzigd in Zhongdu (中都), of de centrale hoofdstad.
Mongoolse troepen brandden de stad Zhongdu tot de grond toe af in 1215 en herbouwden op deze plek hun grote hoofdstad, Dadu (大都, Wade-Giles: Ta-tu), in 1267, wat het begin is van het huidige Peking. De Mongoolse heerser, Koeblai Khan, die keizer van China wilde worden, vestigde in Dadu, dat dicht tegen zijn machtsbasis in Mongolië lag, zijn hoofdstad. Dadu was gelegen ten noorden van het moderne Peking. Het centrum lag bij het noordelijke stuk van de tweede ringweg, en strekte zich in noordelijke richting uit naar de derde en vierde ringweg. Resten van de stadsmuur uit de Mongoolse tijd staan nu nog overeind.
Cambaluc of Chan-Balik (Stad van de Heerser; 汗八力) is de naam waar het huidige Peking onder bekendstond tijdens de Mongoolse overheersing van China. Veroverd in 1215 door Dzjengis Khan, werd het in 1284 door Koeblai Khan tot hoofdstad van het rijk gemaakt en bleef dat tot 1368, toen de Mongolen verdreven werden door de Ming-dynastie.
De stad stond in het Chinees bekend als Dadu, de Grote Hoofdstad, en is beschreven door Marco Polo. Het was toen een van de grootste steden ter wereld, met vermoedelijk een paar miljoen inwoners. Cambaluc of Cambalu is de westerse verbastering van de oorspronkelijke Mongoolse naam die in Mongolië nog steeds voor Peking gebruikt wordt. In 1307 werd het een bisschopszetel.
In 1403 verplaatste de derde Ming-keizer Yongle (朱棣) de hoofdstad van Nanjing naar Peking. Hij gaf de stad ook zijn huidige naam. De huidige vorm van de binnenstad werd eveneens gelegd door de Ming-dynastie. De stadsmuur uit het Ming-tijdperk liep op de plaats wat nu de tweede ringweg is.

Ligging van de Verboden stad in het vroegere Peking

De Verboden Stad (Zijin Cheng) werd gebouwd tussen 1406 en 1420, gevolgd door de Hemeltempel (1420) en verscheidene andere bouwwerken. Tiananmen (Poort van de Hemelse Vrede), wat het staatssymbool van de Volksrepubliek is, brandde tot twee keer toe af. De laatste keer werd het herbouwd in 1651.
Peking bleef de hoofdstad van het Keizerrijk China, ook nadat de Mantsjoes de Ming-dynastie omver geworpen hadden en hun eigen Qing-dynastie stichtten.
Na de revolutie in 1911, gericht om het feodale keizerrijk om te vormen tot een republiek, zou oorspronkelijk de hoofdstad worden verplaatst naar Nanjing. Nadat de hoge Qing-officier Yuan Shikai de laatste Qing-keizer (Pu Yi) tot aftreden had gedwongen, en hiermee het succes van de revolutie had verzekerd, accepteerden de revolutionairen in Nanjing dat hij president van de Republiek China werd, en dat de hoofdstad Peking zou blijven.
De staatsman Yuan consolideerde meer en meer macht, wat in 1915 uitmondde in een kortstondig nieuw keizerrijk onder zijn leiding. Deze gebeurtenis was erg impopulair. Zijn bewind viel echter met zijn dood in 1916. Hierna grepen in China de krijgsheren de macht en vochten onderling verschillende oorlogen uit die ook Peking bedreigden.
Na het succes van de Noordelijke expeditie door de Kwomintang, waarbij de noordelijke krijgsheren werden gepacificeerd, werd Nanjing in 1928 officieel de hoofdstad van de Republiek China, waarmee de naam Beijing werd veranderd in Beiping.
Tijdens de Tweede Chinees-Japanse Oorlog, viel Beiping in Japanse handen op 29 juli 1937. Tijdens de bezetting werd de stad weer aangeduid met Peking, en het werd het bestuurlijk centrum van de Voorlopige Regering van de Republiek China, een vazalstaat bestuurd door Japan dat de bezette gebieden bestuurde in Noord-China. Met de overgave van Japan op 15 augustus 1945 werd het bestaan van Japans-China beëindigd en werd de naam weer Beiping.
Op 31 januari 1949, tijdens de Chinese Burgeroorlog, veroverden de Communistische strijdkrachten Beiping zonder gevechten de stad. Op 1 oktober van dat jaar riep de Communistische Partij van China, onder leiding van Mao Zedong, de Volksrepubliek China uit vanaf de Poort van de Hemelse Vrede (Tiananmen). Enkele dagen daarvoor was Beiping gekozen tot hoofdstad, waarmee de oude naam Beijing (Peking) in ere werd hersteld.

## Klimaat
Peking kent een warm landklimaat met korte maar ijzige winters. Dat komt mede doordat er koude winden uit Siberië overwaaien. De lente begint er vroeg en een hete zomer met uitschieters boven de 40°c is geen uitzondering.
| Maand                  | jan   | feb   | mrt   | apr  | mei  | jun  | jul  | aug  | sep  | okt  | nov   | dec   | Jaar  |
| ---------------------- | ----- | ----- | ----- | ---- | ---- | ---- | ---- | ---- | ---- | ---- | ----- | ----- | ----- |
| Hoogste maximum (°C)   | 14,3  | 19,8  | 29,5  | 33,0 | 41,1 | 40,6 | 41,9 | 38,3 | 35,0 | 31,0 | 23,3  | 19,5  | 41,9  |
| Gemiddeld maximum (°C) | 1,8   | 5,0   | 11,6  | 20,3 | 26,0 | 30,2 | 30,9 | 29,7 | 25,8 | 19,1 | 10,1  | 3,7   | 17,9  |
| Gemiddeld minimum (°C) | −8,4  | −5,6  | 0,4   | 7,9  | 13,6 | 18,8 | 22,0 | 20,8 | 14,8 | 7,9  | 0,0   | −5,8  | 7,2   |
| Laagste minimum (°C)   | −22,8 | −27,4 | −15,0 | −3,2 | 2,5  | 9,8  | 15,3 | 11,4 | 3,7  | −3,5 | −12,3 | −18,3 | −27,4 |
|                        |       |       |       |      |      |      |      |      |      |      |       |       |       |
| Neerslag (mm)          | 3     | 5     | 8     | 21   | 34   | 78   | 185  | 160  | 46   | 22   | 7     | 3     | 572   |
| Bron: WeerOpReis.com   |       |       |       |      |      |      |      |      |      |      |       |       |       |

## Indeling van de stad

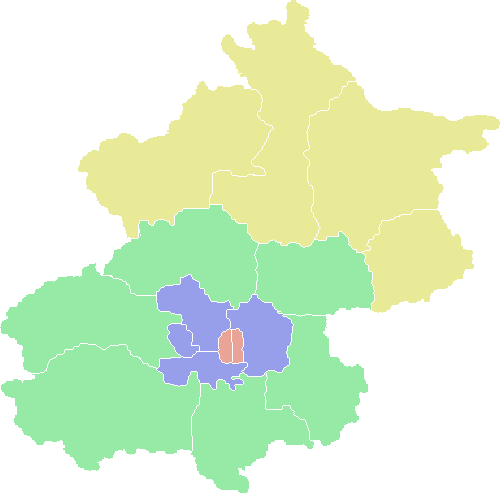
Bestuurlijke indeling van de gemeente Peking
Binnen de tweede ringweg (stadscentrum)
Buiten de tweede ringweg
Buitenwijken
Landelijke gebieden

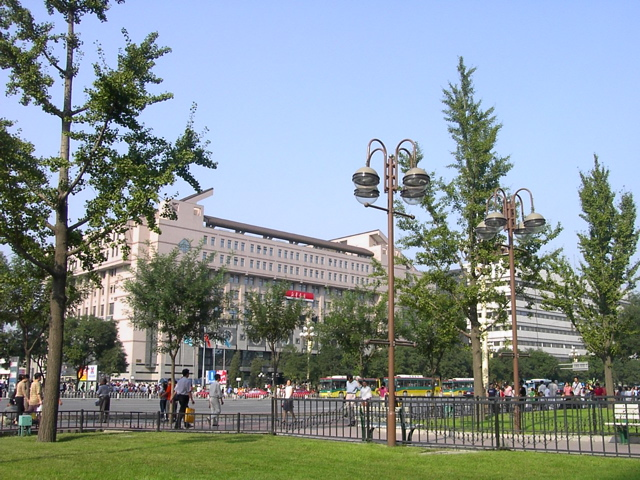
Boekwinkel in Xidan

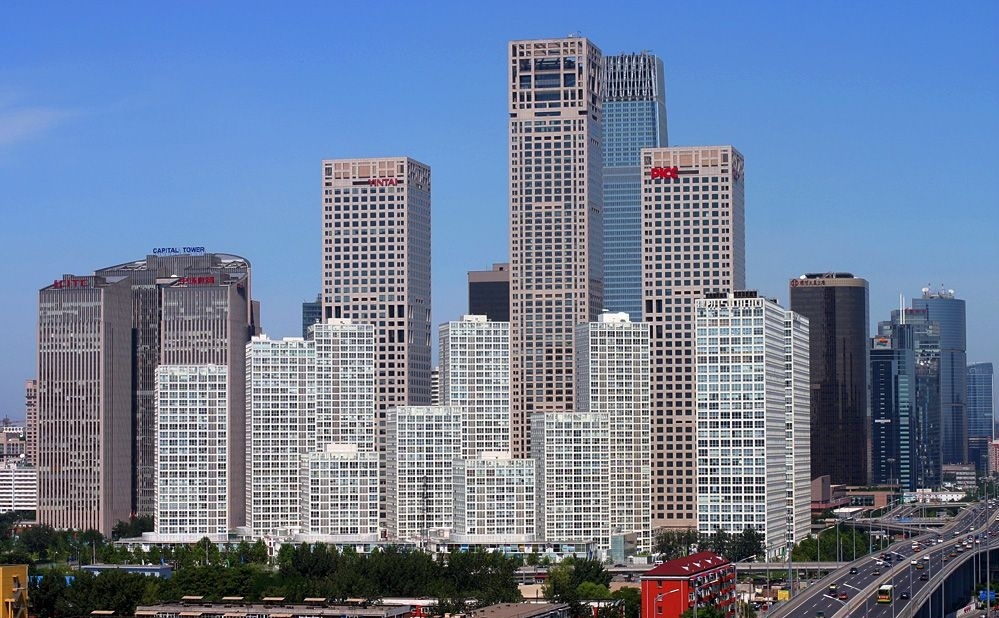
Beijing CBD

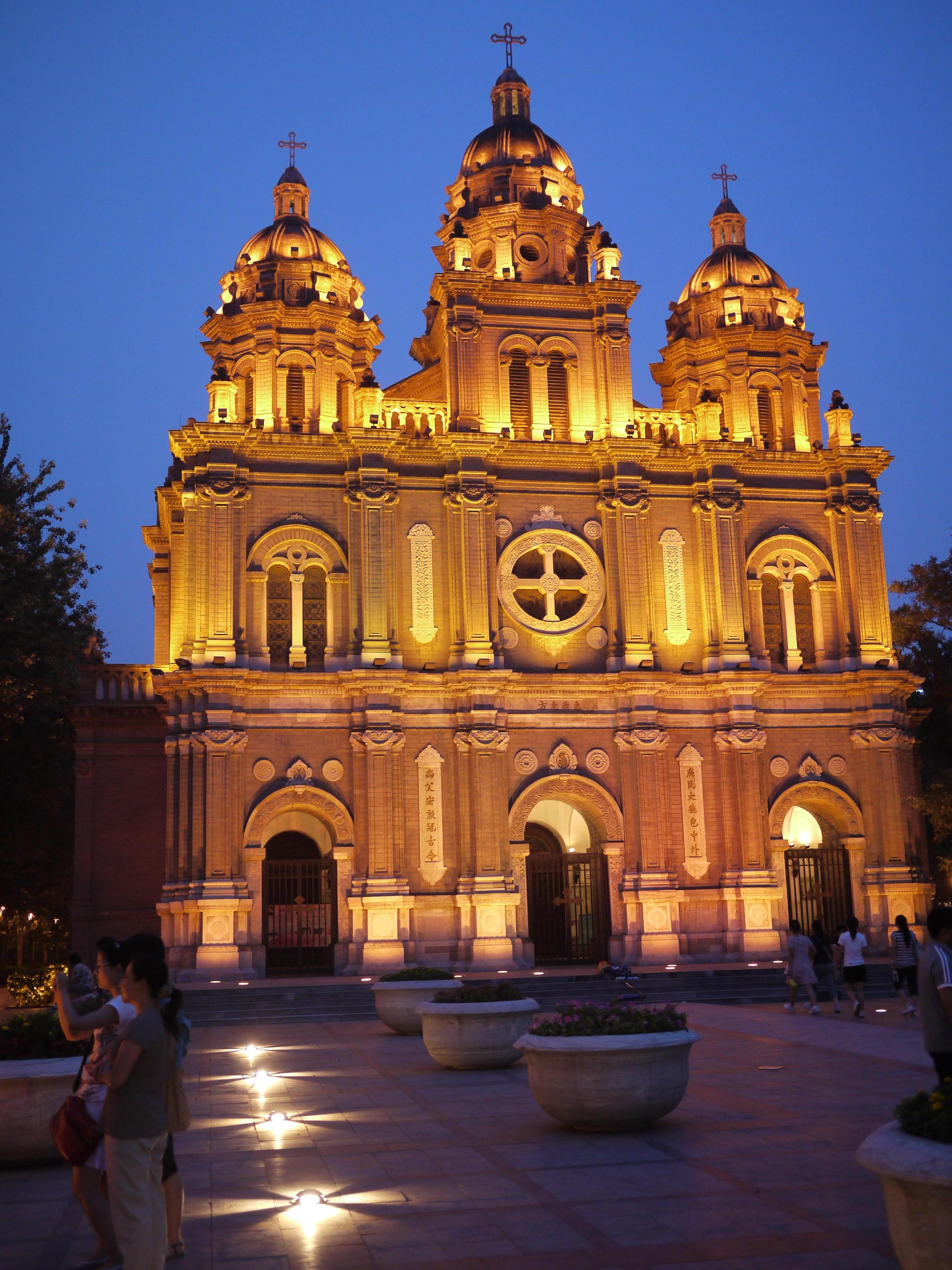
Wangfujing-kathedraal

### Buurten
Noot: mén (门) betekent poort, terwijl de letterlijke betekenis van cūn (村) dorp is.
Belangrijke buurten in het stedelijk gebied zijn onder andere:
- Andingmen 安定门
- Beiyuan 北苑
- Chaoyangmen 朝阳门
- Dongzhimen 东直门
- Fangzhuang 方庄
- Fuchengmen 阜成门
- Fuxingmen 复兴门
- Guomao 国贸
- Hepingli 和平里
- Wangjing 望京
- Wangfujing 王府井
- Wudaokou 五道口
- Xidan 西单
- Yayuncun 亚运村
- Zhongguancun 中关村

NB: Buurten kunnen enkele districten omvatten (voor de districten zie onder)

### Steden
Steden binnen de gemeente Peking (北京市), maar buiten het stedelijk gebied zijn:
- Changping 昌平
- Huairou 怀柔
- Miyun 密云
- Liangxiang 良乡
- Liulimiao 琉璃庙
- Tongzhou 通州
- Yizhuang 亦庄

### Bestuurlijke gebieden
De gemeente Peking bestaat uit zestien districten en twee arrondissimenten.
De districten zijn verdeeld in acht stedelijke en acht suburbane districten.
De stedelijke districten zijn:
- Dongcheng (东城区: Dōngchéng Qū)
- Xicheng (西城区: Xīchéng Qū)
- Chongwen (崇文区: Chóngwén Qū)
- Xuanwu (宣武区: Xuānwǔ Qū)
- Chaoyang (朝阳区: Cháoyáng Qū)
- Haidian (海淀区: Hǎidiàn Qū)
- Fengtai (丰台区: Fēngtái Qū)
- Shijingshan (石景山区: Shíjǐngshān Qū)

De overige acht zijn verder buiten het stadscentrum gelegen en omvatten voorsteden, satellietsteden en enkele plattelandsgebieden:
- Mentougou (门头沟区: Méntóugōu Qū)
- Fangshan (房山区: Fángshān Qū) — arrondissement Fangshan tot 1986
- Tongzhou (通州区: Tōngzhōu Qū) — arrondissement Tong tot 1997
- Shunyi (顺义区: Shùnyì Qū) — arrondissement Shunyi tot 1998
- Changping (昌平区: Chāngpíng Qū) — arrondissement Changping tot 1999
- Daxing (大兴区: Dàxīng Qū) — arrondissement Daxing tot 2001
- Pinggu (平谷区: Pínggǔ Qū) — arrondissement Pinggu tot 2001
- Huairou (怀柔区: Huáiróu Qū) — arrondissement Huairou tot 2001

Twee districten van Peking besturen de gebieden aan de uiterste grenzen van de gemeente, dit zijn:
- Miyun (密云县: Mìyún Xiàn)
- Yanqing (延庆县: Yánqìng Xiàn)

Deze 18 bestuurlijke gebieden worden nog verder onderverdeeld in 273 administratieve eenheden op gemeente niveau: (119 grote gemeentes, 24 gemeentes, 5 etnische gemeentes en 125 subdistricten.

### Hutongs

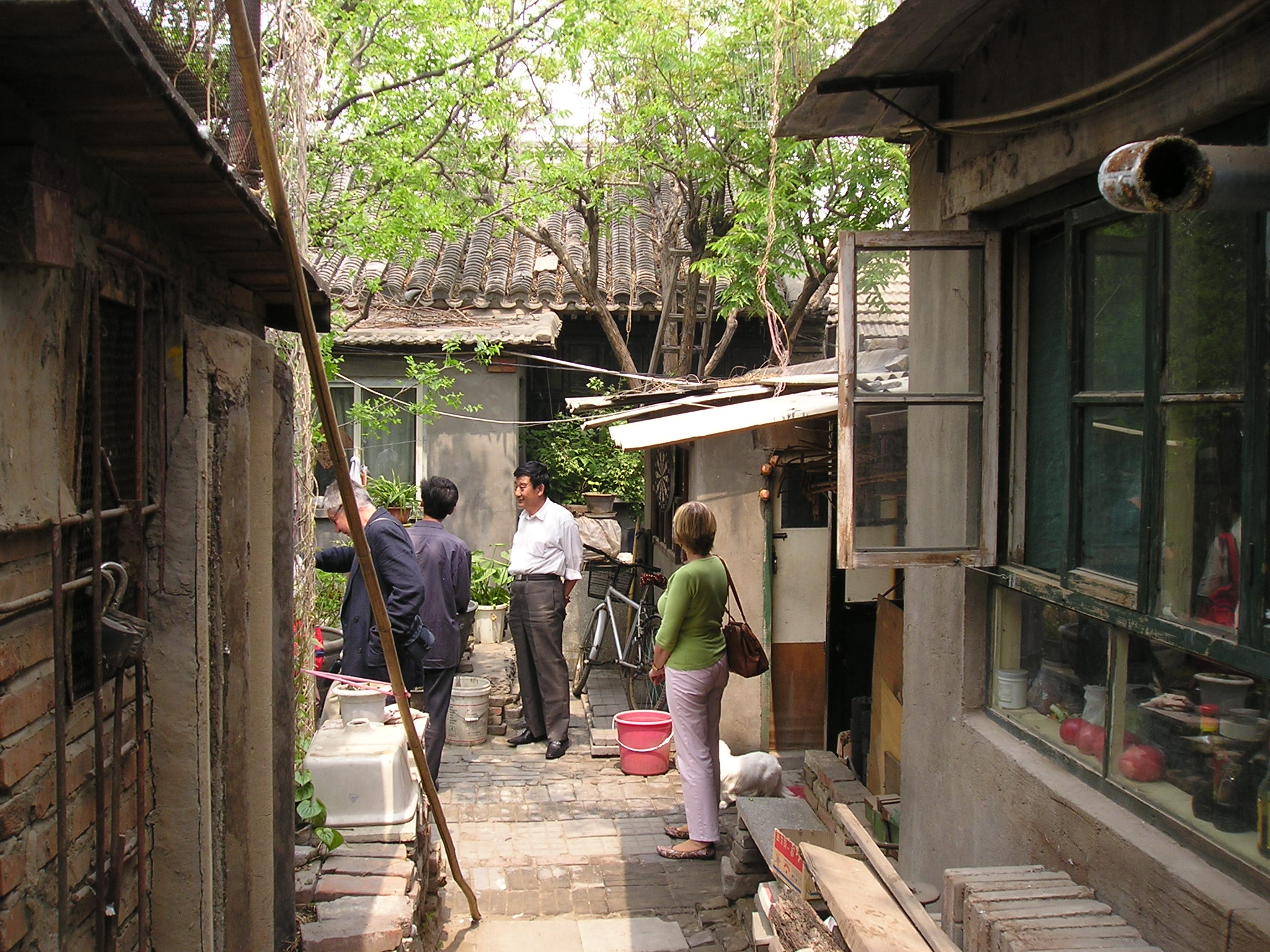
Binnenplaats van een hutong

Hutongs (胡同), wat letterlijk steegjes betekent, zijn opgebouwd uit siheyuans (四合院). Een siheyuan is een gebouwencomplex van vier gebouwen (woningen met meerdere gezinnen, werkplaatsen en winkeltjes) rond een centraal pleintje, omgeven door een muur. De wegen in een hutong zijn vaak oost-west aangelegd, zodat de deuren in een noord-zuidrichting geplaatst kunnen worden. Deze bouwwijze komt voort uit de filosofie Feng Shui en is ook toegepast bij de bouw van de Verboden Stad.
Vroeger waren ze talrijk, maar de siheyuans en hutongs verdwijnen in een hoog tempo. De vrijgekomen grond wordt volgebouwd met hoogbouw. De inwoners van de steegjes wordt vervangende woonruimte geboden in appartementencomplexen, minimaal het aantal vierkante meters dat de oude woning groot geweest is. Velen klagen echter dat de traditionele gemeenschapszin van de hutong in deze grote complexen verdwijnt. Met het oog op de Olympische Zomerspelen van 2008 werden deze oude en gezichtsbepalende buurten afgebroken of verborgen achter muren, de regering vond de hutongs een schande voor Peking. Er blijven er wel enkele (2 tot 3) hutongs over om te dienen als openluchtmuseum. Zo werd bijvoorbeeld de hutong in Nanchizi gespaard. Toeristen worden met een riksja langs de overgebleven hutongs gevoerd.

## Demografie

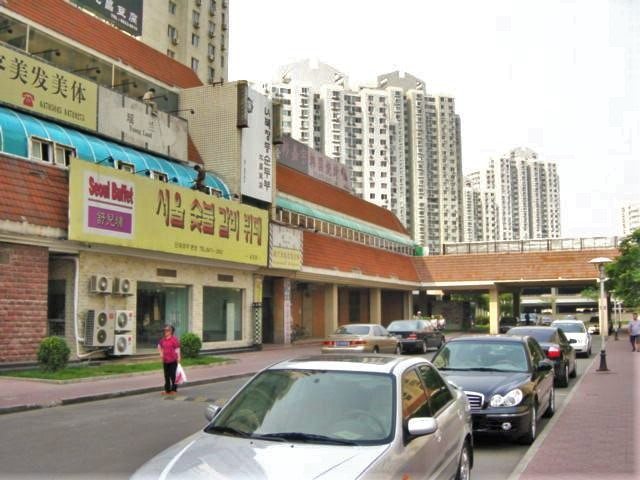
Het gebied in de buurt van Wangjing in Chaoyang staat bekend om de hoge concentratie Zuid-Koreaanse expats

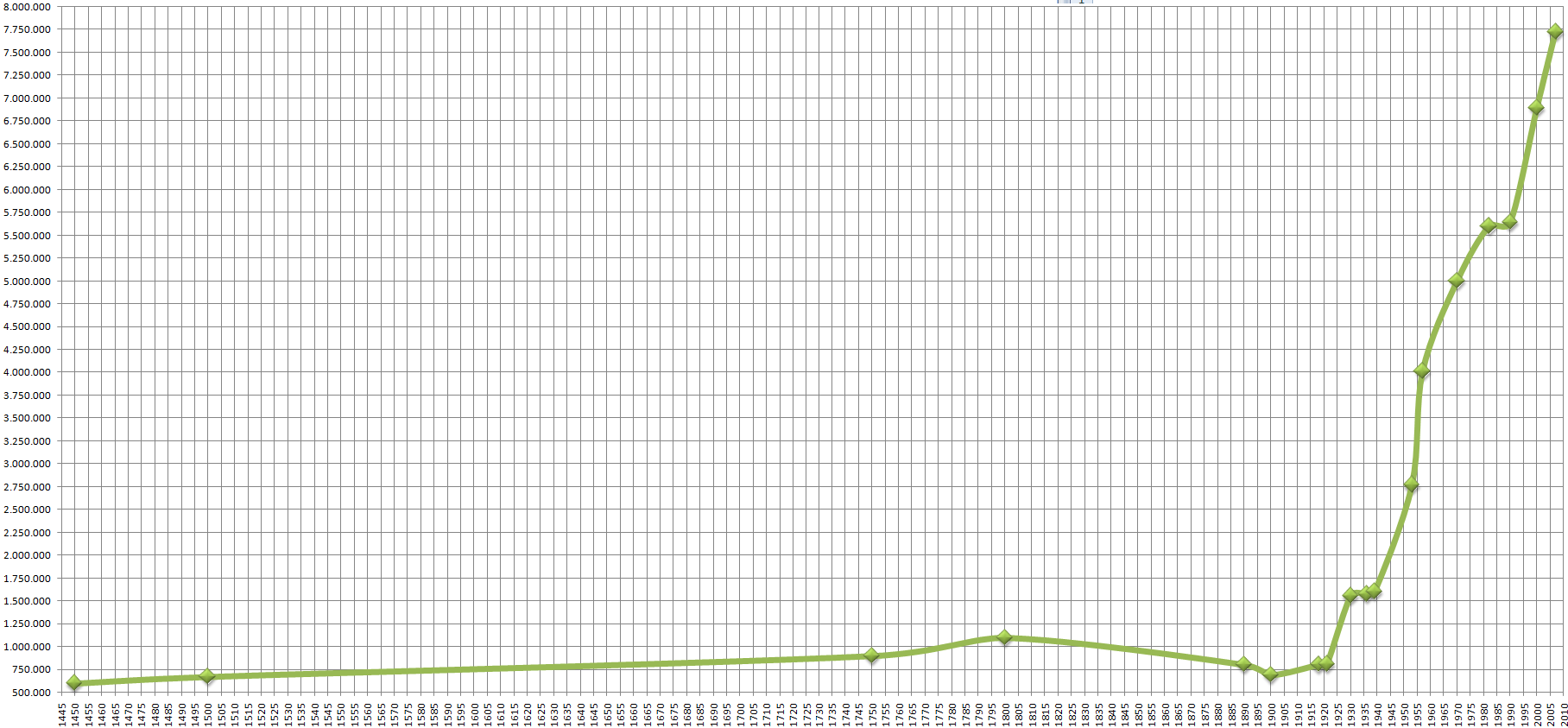
Bevolkingsontwikkeling van Peking

### Bevolking
De bevolking van de gemeente Peking bedraagt 21,54 miljoen inwoners volgens de census van 2018. Bij de cijfers van 2000 ging het nog om bijna 15 miljoen legale en een onbekend aantal illegale bewoners, schattingen van lokale deskundigen liepen toen nog uiteen van 16 tot 18 miljoen inwoners. De definitie van inwoner van Peking wordt gerelateerd aan mensen die zes of meer maanden per jaar legaal in Peking wonen. In de stedelijke gebieden woonden in 2000 12 miljoen mensen, de rest woont op het platteland. Er waren toen 11,6 miljoen permanente vestigingsvergunningen (hukou) door de overheid verstrekt. De rest van de legale inwoners heeft tijdelijke vestigingspapieren.
Meer dan 95% van de bevolking van Peking wordt gevormd door Han-Chinezen. Kleinere groepen van Mantsjoes, Hui en Mongolen wonen in Peking. Recentelijk zijn grote groepen buitenlandse arbeiders uit Zuid-Korea in Peking gaan wonen, voornamelijk voor handel en studie. Het merendeel woont in de buurten Wangjing en Wudaokou. Er bestaat in Peking een Tibetaanse school voor mensen met Tibetaanse afstamming.
| Etnische groepen in Peking (2000) | Etnische groepen in Peking (2000) | Etnische groepen in Peking (2000) |
| Nationaliteit                     | Inwoneraantal                     | Percentage1                       |
| --------------------------------- | --------------------------------- | --------------------------------- |
| Han-Chinezen                      | 12.983.696                        | 95,69%                            |
| Mantsjoes                         | 250.286                           | 1,84%                             |
| Hui                               | 235.837                           | 1,74%                             |
| Mongolen                          | 37.464                            | 0,283%                            |
| Koreanen                          | 20.369                            | 0,15%                             |
| Tujia                             | 8.372                             | 0,062%                            |
| Zhuang                            | 7.322                             | 0,054%                            |
| Hmong                             | 5.291                             | 0,039%                            |
| Oeigoeren                         | 3.129                             | 0,023%                            |
| Tibetanen                         | 2.920                             | 0,022%                            |

1: Alleen staatsburgers van de Volksrepubliek China. Bevat niet het aantal leden van het Volksbevrijdingsleger in actieve dienst.

### Taal
Het Beijinghua wordt het meest gesproken in het stedelijk gebied van Peking. Het is de basis voor de standaardtaal van China: het Standaardmandarijn. Hoewel het dialect van Peking en het Standaardmandarijn veel op elkaar lijken, zijn er toch duidelijke verschillen die voor Chinezen makkelijk herkenbaar zijn.

## Toerisme/bezienswaardigheden

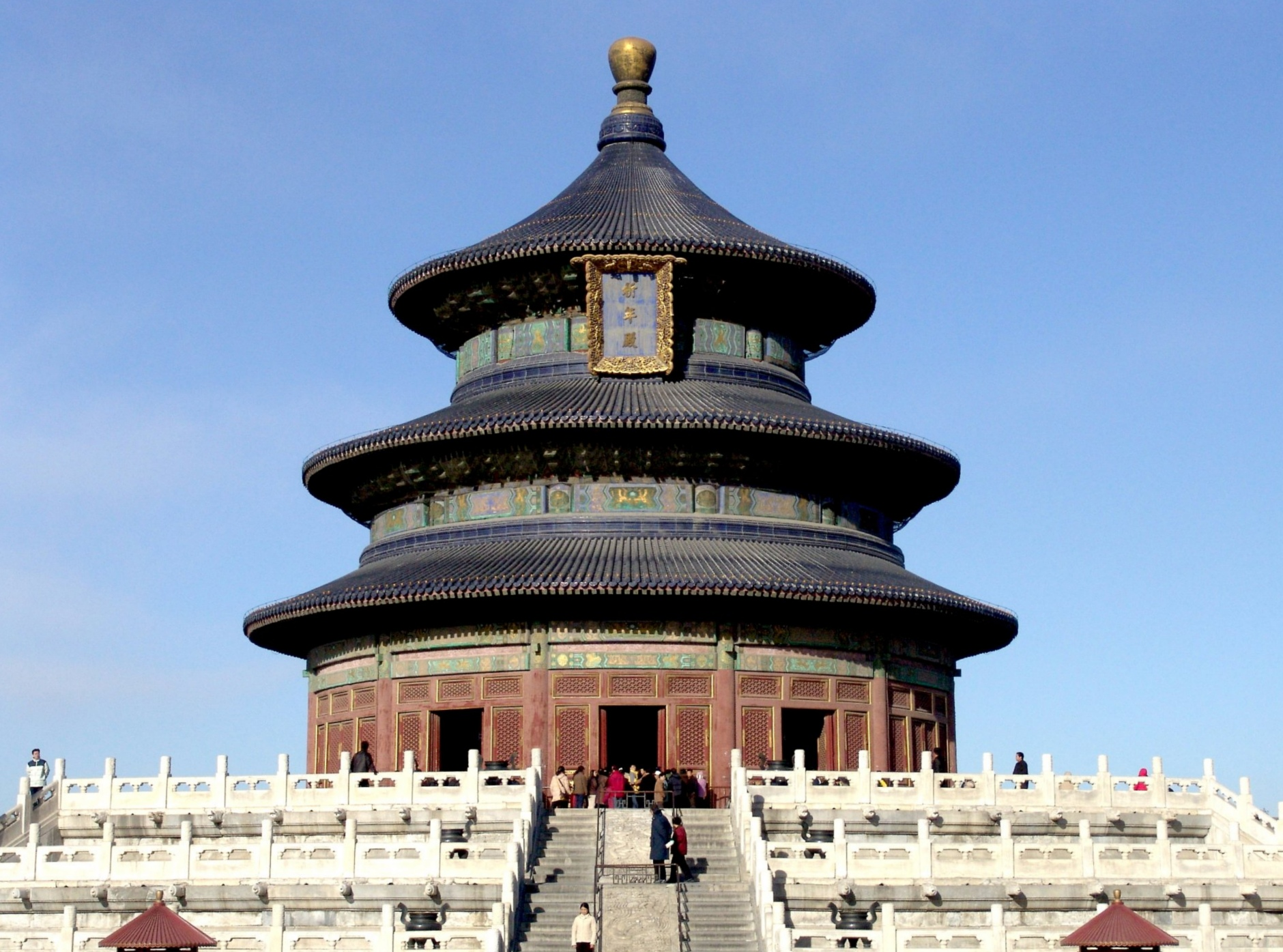
Tempel van de Hemel

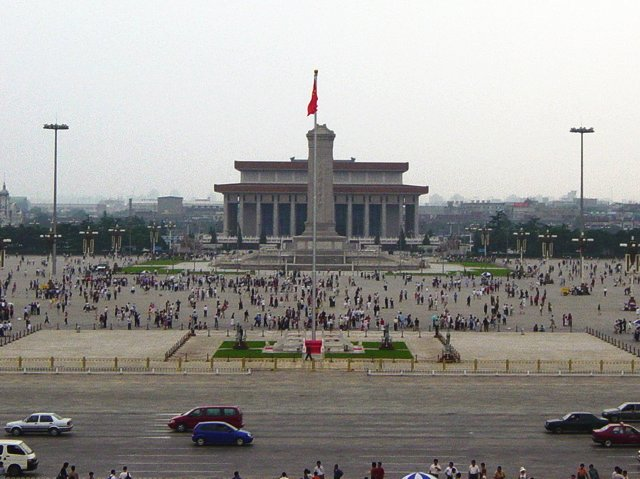
Plein van de Hemelse Vrede met het Mausoleum van Mao Zedong

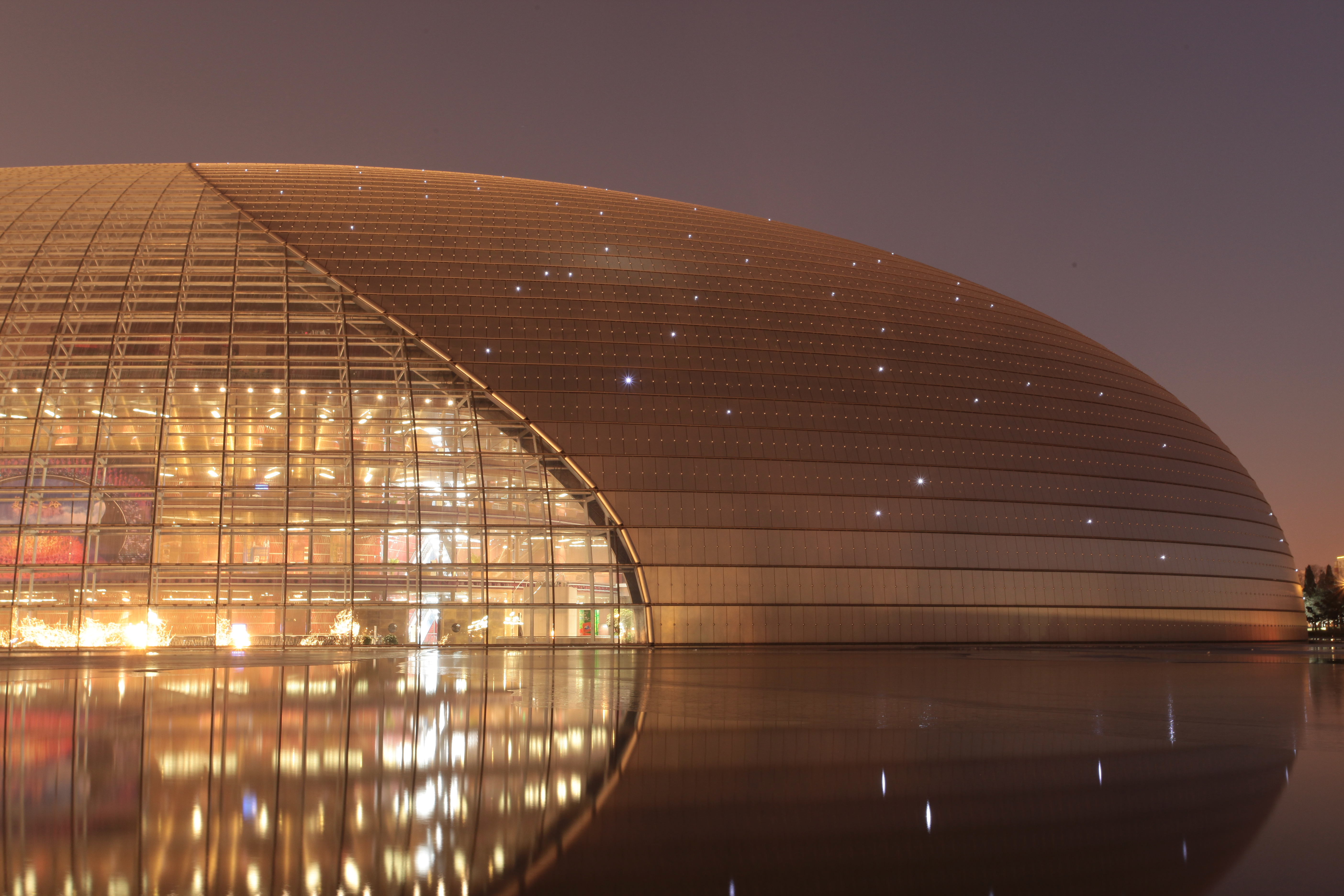
Het Nationaal Centrum voor Uitvoerende Kunsten, bijgenaamd het ei

Ondanks het roerige bestaan van Peking in de negentiende en twintigste eeuw — inclusief schade veroorzaakt door de Tweede Opiumoorlog, de Tweede Chinees-Japanse Oorlog, de Culturele Revolutie en de recente urbanisatie en afbraak van de hutongs — heeft Peking nog vele toeristische attracties die rijk aan historie zijn.

### Gebouwen, monumenten en bekende plaatsen
- Secties van de Grote Muur van China (monument op de Werelderfgoedlijst) zijn te bezoeken te:
  - Badaling
  - Juyongguan
  - Mutianyu
  - Simatai
  - Jinshanling
  - Jiankou

- Verboden Stad (monument op de Werelderfgoedlijst)
- Zhongnanhai, een partij- en regeringscomplex naast de Verboden Stad (niet toegankelijk)
- Plein van de Hemelse Vrede, bekend van de protesten uit 1919, 1976 en 1989
  - Tiananmen (Plein van de Hemelse Vrede)
  - Grote Hal van het Volk (Parlement)
  - Nationaal Museum van China en het Revolutiemuseum
  - Monument van de Volkshelden
  - Mausoleum van Mao Zedong

- Zomerpaleis (Peking)
- Oude Zomerpaleis
- Site van de Pekingmens te Zhoukoudian (monument op de Werelderfgoedlijst)
- De Keizerlijke graven van de Ming- en Qing-dynastieën (monument op de Werelderfgoedlijst)
- Beltoren en drumtoren
- Historische hutongs en siheyuans in de oudere buurten
- Marco Polobrug
- Landhuis van prins Gong (Gong Wang Fu)
- Zheng Yici Peking Opera
- Liulichang
- Oude observatorium
- Park van de Etnische Minderheden van China
- CCTV-toren

### Tempels, kathedralen en moskeeën
- Confuciustempel van Peking
- Miaoyingtempel

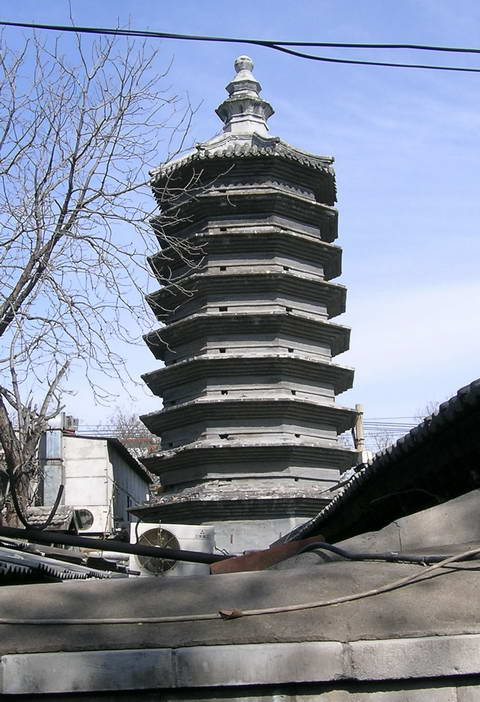
Wansongpagode

- Tempel van de Hemel, monument op de Werelderfgoedlijst in zuiden van Peking
- Tempel van de Zon, in het oosten Peking
- Yonghegong of Lama Tempel, zeventiende eeuw
- Kathedraal van Onbevlekte Ontvangenis
- Niujiemoskee

Er zijn er nog veel meer.

### Parken en tuinen
- Beihai Park
- Dierentuin van Peking
- Shichahai
- Jingshan Park
- Beijing World Park
- Geurige heuvels, Xiangshan
- Daguanyua
- Botanische tuin van Peking
- Taoranting Park

### Winkelen en handel
- Wangfujing
- Xidan
- Beijing Central Business District
- Beijing Financial Street
- Zhongguancun
- Yizhuang

## Cultuur

### Werelderfgoed

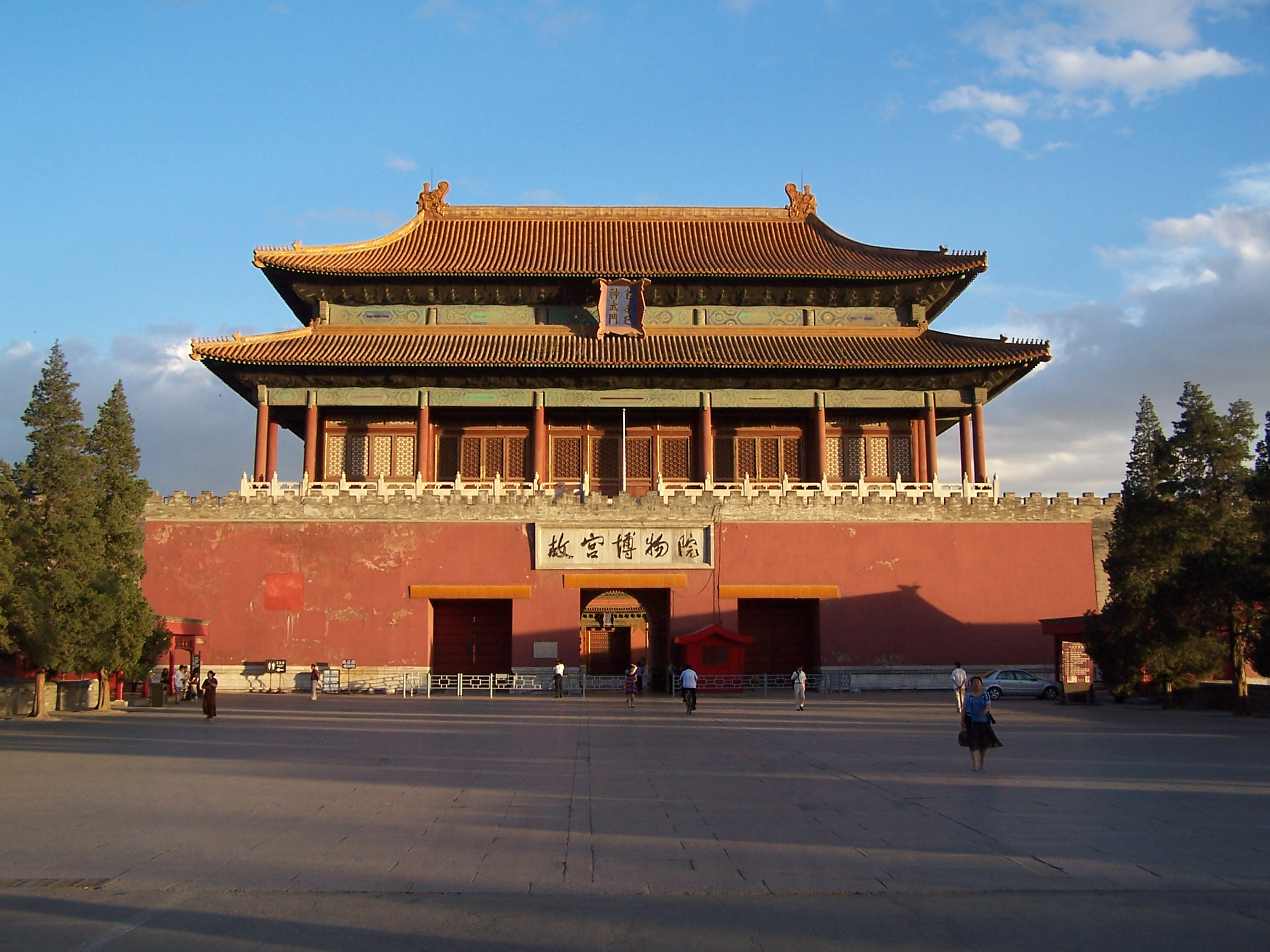
De Verboden Stad huisvest het Paleismuseum

In 1987 werd de Verboden Stad samen met het Paleis van Mukden in Shenyang als werelderfgoed erkend. De Verboden Stad, de zetel van de oppermacht gedurende meer dan vijf eeuwen (1416-1911), met zijn aangelegde tuinen en vele gebouwen (waarvan de bijna 10.000 kamers meubels en kunstwerken bevatten), vormt een onschatbare getuigenis van de Chinese beschaving tijdens de Ming- en Qing-dynastieën. Het keizerlijk paleis van de Qing-dynastie in Shenyang bestaat uit 114 gebouwen die tussen 1625-26 en 1783 zijn gebouwd. Het bevat een belangrijke bibliotheek en getuigt van de oprichting van de laatste dynastie die over China regeerde, voordat deze haar macht uitbreidde naar het centrum van het land en de hoofdstad naar Peking verplaatste. Dit paleis werd vervolgens een hulpgebouw van het keizerlijk paleis in Peking. Dit opmerkelijke architecturale bouwwerk biedt een belangrijke historische getuigenis van de geschiedenis van de Qing-dynastie en van de culturele tradities van de Mantsjoe en andere stammen in het noorden van China.
De Tempel van de Hemel werd in 1998 als werelderfgoed erkend. De Tempel van de Hemel, gesticht in de eerste helft van de 15e eeuw, is een waardig complex van mooie cultusgebouwen in tuinen en omgeven door historische dennenbossen. In zijn algemene lay-out en die van zijn individuele gebouwen symboliseert het de relatie tussen de aarde en de hemel – de mensenwereld en de wereld van God – die de kern vormt van de Chinese kosmogonie, en ook de speciale rol die de keizers binnen die relatie speelden.

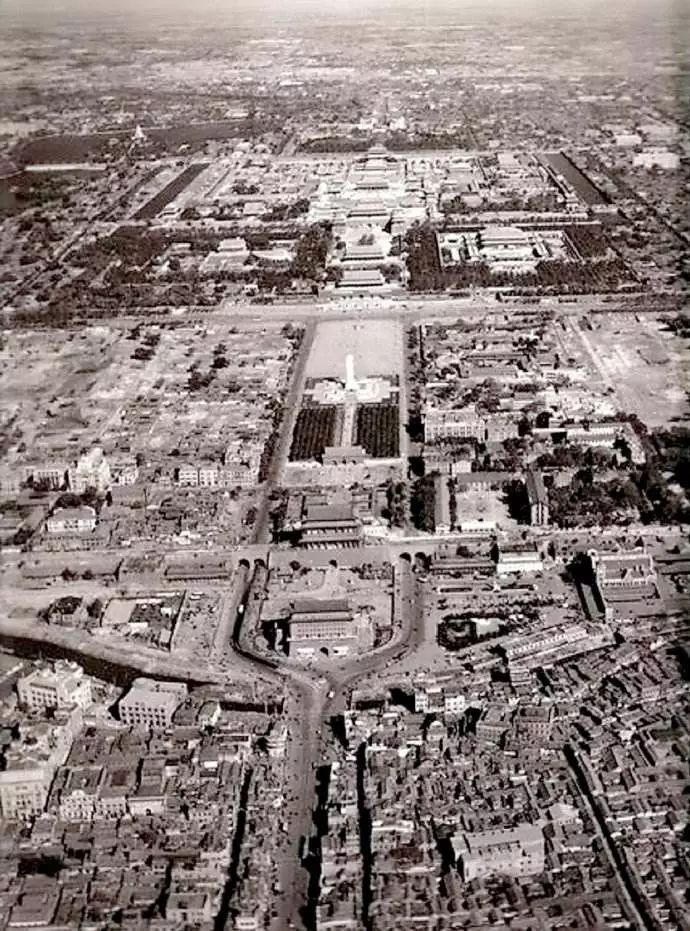
De centrale van noord naar zuid zoals deze in 1959 nog duidelijker te zien was

In 2024 tijdens de 46e sessie van de Commissie voor het Werelderfgoed volgde een nieuwe erkenning van een werelderfgoedsite ingeschreven als "Centrale as van Beijing: een gebouwenensemble dat de ideale orde van de Chinese hoofdstad verbeeldt". In deze erkenning werd de nadruk gelegd op de centrale as die van noord naar zuid loopt door het hart van het historische Peking en bestaat uit voormalige keizerlijke paleizen en tuinen, offerbouwwerken en ceremoniële en openbare gebouwen. Samen getuigen ze van de evolutie van de stad en getuigen ze van het keizerlijke dynastieke systeem en de stedenbouwkundige tradities van China. De locatie, lay-out, het stedelijke patroon, de wegen en het ontwerp tonen de ideale hoofdstad zoals voorgeschreven in de Kaogongji, een oude tekst die bekend staat als het Boek van Diverse Ambachten. Het gebied, tussen twee parallelle rivieren, is al ongeveer 3.000 jaar bewoond, maar de centrale as zelf is ontstaan tijdens de Yuan-dynastie (1271-1368) die zijn hoofdstad, Dadu, in het noordelijke deel vestigde. Het pand beschikt ook over latere historische bouwwerken gebouwd tijdens de Ming-dynastie (1368-1644) en verbeterd tijdens de Qing-dynastie (1636-1912). De as wordt gevormd door de Gulou toren en de Zhonglou toren, de Wanningbrug, de Kolenheuvel in het Jingshanpark, de Verboden Stad, het altaar van land en graan, de Taimiao, Duanmen, de Tiananmenpoort, de buitenste Jinshuibruggen, het Tiananmenplein, Zhengyangmen, de Tempel van de Hemel, het altaar van God en landbouw, de archeologische sites van de zuidelijke sectieweg en de Yongdingmenpoort.

### Musea
- Paleismuseum
- Tongzhou Museum
- Nationaal kunstmuseum van China
- Nationaal Museum van China
- Chinees museum voor wetenschap en technologie
- Natuurhistorisch Museum
- Militair museum in Peking

### Kinderpaleis
Getalenteerde kinderen mogen al op jeugdige leeftijd extra lessen krijgen in het Kinderpaleis. Ze komen hier na school, ook in de weekends. Er wordt les gegeven in muziek (zang, viool), ballet, toneel, kalligraferen, tekenen, schilderen, sport en diverse technische vakken. Er is ook een Kinderpaleis in Shanghai.

### Eten en drinken
Thee speelt net als de rest van China in Peking een belangrijke rol. Thee heeft veel positieve eigenschappen voor de gezondheid. In Peking bevinden zich veel theehuizen, waar verschillende soorten thee kunnen worden gedronken, op de traditionele manier bereid.
Gerechten worden in Peking volgens de Mandarijnse keuken bereid. Pekingeend is een lokaal beroemd gerecht, dat over de gehele wereld in Chinese restaurants kan worden gegeten. Een ander bekend gerecht is het Manhan Quanxi, Mantsjoe-Han-chinees banket, wat een traditioneel banket is van de Mantsjoekeizers van de Qing-dynastie. Het blijft copieus en duur.

## Economie
Grote bedrijven vestigen ook hun buitenlandse werknemers in Peking. Zij leven vooral in het stedelijk gebied in het noorden, noordoosten en oosten. Het zuiden en zuidwesten van Peking zijn veel minder bewoond.
Ten tijde van de vorming van de Volksrepubliek bestond Peking alleen uit het stadscentrum en enkele voorsteden in onmiddellijke nabijheid van de stad. Het stadscentrum was verdeeld in vele kleine districten. Dit gebied ligt geheel binnen de Tweede ringweg van Peking en de Derde ringweg van Peking. Sindsdien zijn veel districten buiten de stad door de gemeente Peking geannexeerd, zodat de stad zo groot is als tegenwoordig.
Het stadscentrum van Peking is erg uitgebreid na de economische hervormingen, die onder leiding van Deng Xiaoping zijn doorgevoerd. Het oorspronkelijke stedelijk gebied van Peking strekt zich nu uit tot de Vijfde ringweg van Peking.
In en rond het gebied Guomao is het zakendistrict Peking CBD ontwikkeld. De Peking Financial Street is een omvangrijk financieel centrum. Wangfujing en Xidan zijn uitgegroeid tot bloeiende winkelgebieden, terwijl Zhongguancun een belangrijk fabricagecentrum is van elektronica.
De expansie van Peking heeft ook problemen naar voren gebracht, zoals urbanisatie, veel verkeer, slechte luchtkwaliteit, verlies aan historische buurten en immigratie uit armere delen van China. Begin 2005 werd er echter een plan aangenomen om de ongebreidelde uitbreiding van Peking in alle richtingen te stoppen. Gedacht wordt aan inbreilocaties net buiten het stadscentrum.

## Verkeer en vervoer

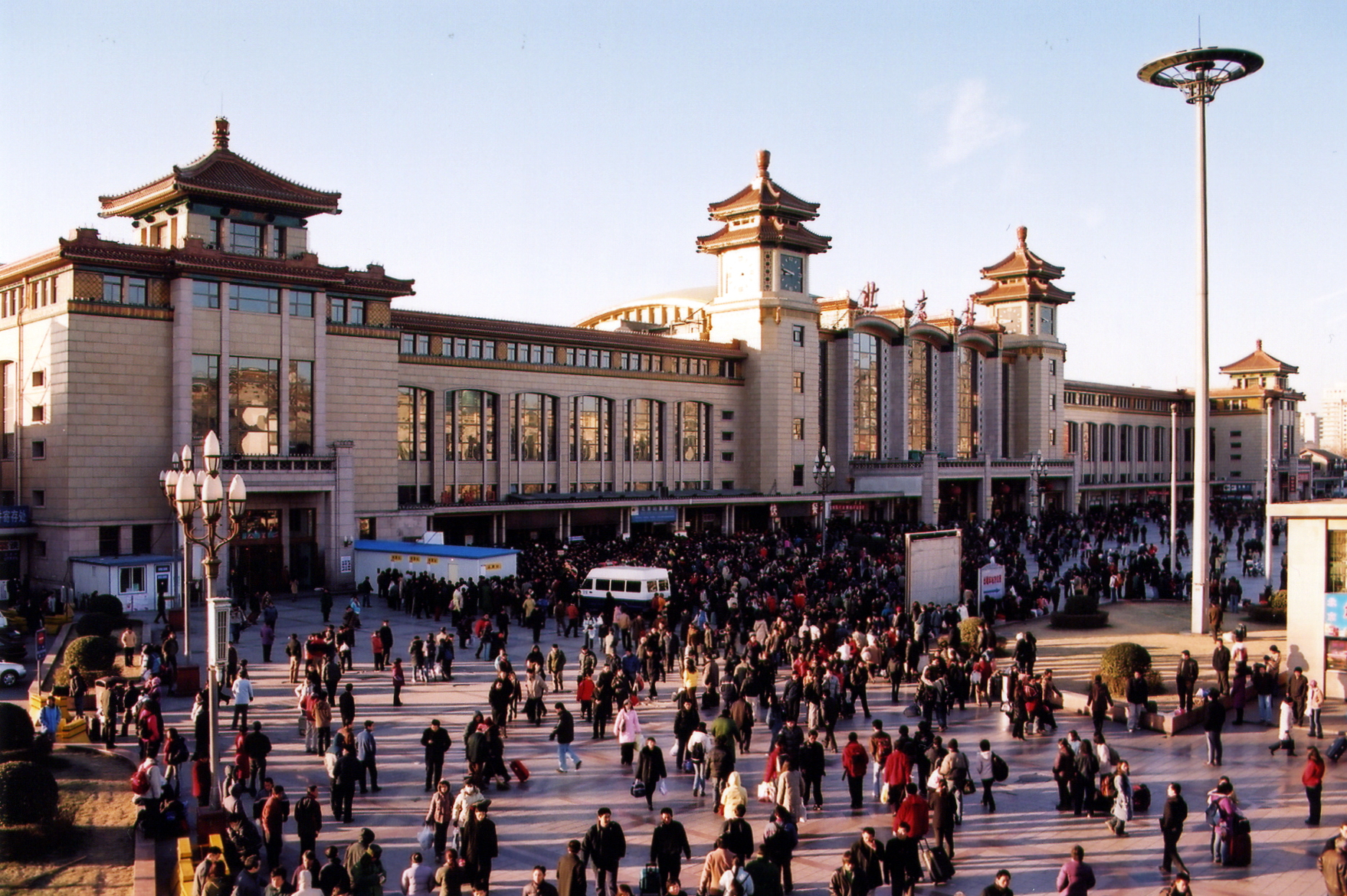
Hoofdstation van Peking

Met de groei van de stad door de economische hervormingen van Deng Xiaoping, is Peking uitgegroeid tot hét verkeersknooppunt van China. In en rond de stad zijn 5 ringwegen (genummerd van 2 tot en met 6; ringweg 1 bestaat niet meer), 9 autosnelwegen en stadssnelwegen, 11 nationale wegen, 7 spoorroutes en een internationaal vliegveld aangelegd.

### Spoorwegen
Peking is een van de grootste knooppunten van de Chinese spoorwegen. Vanuit Peking beginnen acht reguliere spoorlijnen: Peking -Shanhai (Jinghu), Peking – Guangzhou (Jingguang), Peking – Kowloon (Jingjiu), Peking - Harbin (Jingha), Peking - Baotou (Jingbao), Peking - Qinhuangdao (Jingqin), Peking – Chengde (Jingcheng) en Peking – Yuanping (Jingyuan). Daarnaast heeft Peking drie hogesnelheidslijnen: de hogesnelheidslijn Peking-Shanghai, in dienst sinds 2011, de hogesnelheidslijn Peking-Hongkong die commercieel uitgebaat wordt sinds 2012, en de Peking - Tianjin hogesnelheidlijn, die werd geopend in 2008. De treinen op deze lijn waren bij de opening op 1 augustus 2008 met 350 km/uur de snelste ter wereld.
De belangrijkste stations van Peking zijn het Centraal Station, geopend in 1959, station Peking West, geopend in 1996, en station Peking Zuid, dat werd herbouwd in 2008 ten behoeve van de hogesnelheidslijn. Op 1 juli 2010 stopten er dagelijks resprectievelijk 173, 232 en 163 treinen. Ter vergelijking het station Peking Noord dat gebouwd is in 1909 en uitgebreid is in 2009 heeft per dag maar 22 treinen.
Kleinere stations in de stad zijn onder andere station Peking Oost en station Qinghuayuan en handelen voornamelijk het woon-werkverkeer af. Station Fengtai is gesloten voor renovatie. De buitenwijken en omliggende gebieden van Peking hebben ruim 40 stations.

### Wegen en snelwegen

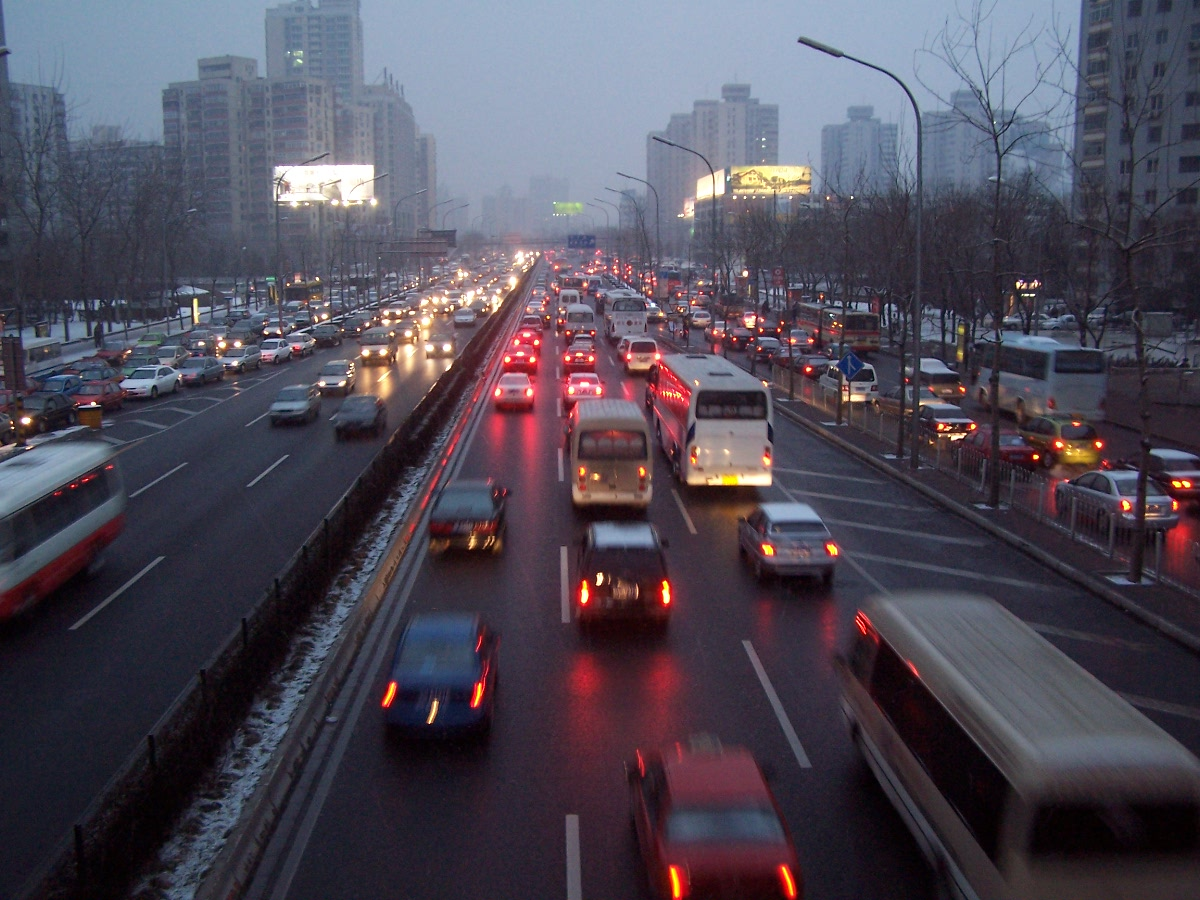
Files zijn in Peking niet uitzonderlijk

Het Plein van de Hemelse Vrede is kilometer 0 voor alle wegen in China. Rond de stad zijn 9 autosnelwegen en 11 autowegen aangelegd. Op dit moment wordt er gestudeerd of gebouwd aan nog eens 6 autosnelwegen. Binnen de agglomeratie Peking liggen 5 ringwegen (ze zijn echter eerder vierkant dan rond aangelegd).
Een van de grootste problemen van Peking zijn de permanente files. In 2012 telde de stad al vier miljoen personenauto's. In het stadscentrum staat in de spits het verkeer vaak muurvast. Zelfs buiten de spits blijven veel wegen druk met verkeer. De ringwegen en Chang'an Jie zijn hierom berucht.
Vanuit Peking vertrekt onder meer de nationale weg G109.

### Luchtverkeer

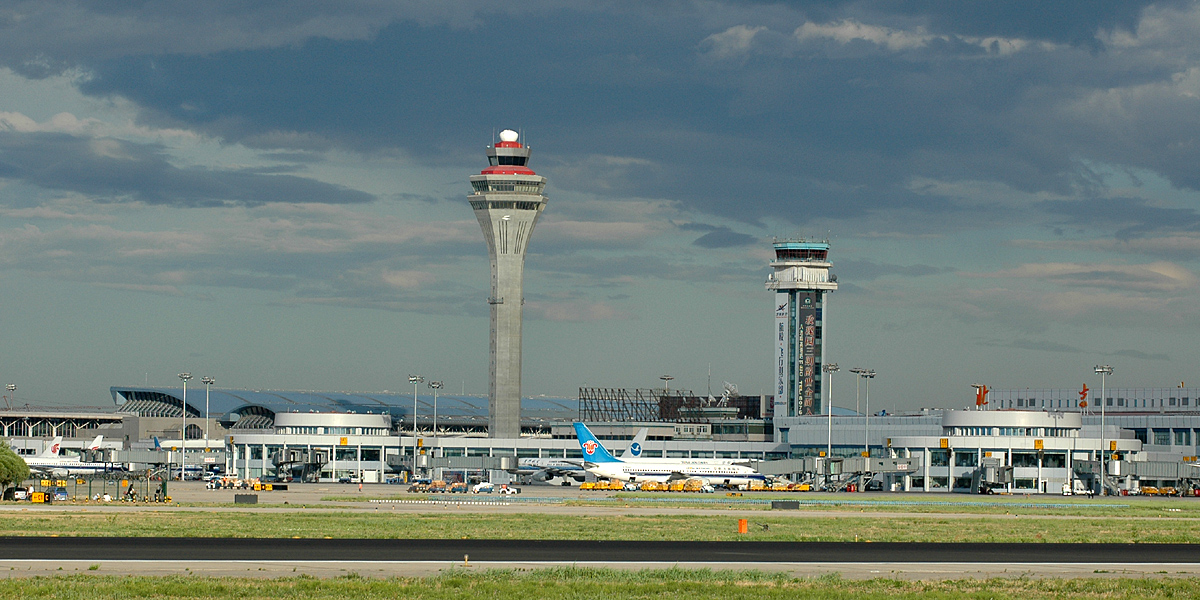
Luchthaven Peking Capital is het belangrijkste vliegveld van de stad

De internationale vliegvelden van Peking zijn luchthaven Peking Capital (PEK) en de Daxing International Airport (PKX). Peking Capital ligt ten noordoosten van het stadscentrum. Het vliegveld wordt met de stad verbonden door onder andere de Airport Expressway (tolweg). Een rit met de taxi of auto duurt vanaf het stadscentrum 40-60 minuten, afhankelijk van de drukte in het centrum. In voorbereiding op de Olympische Zomerspelen van 2008 werd een extra autosnelweg en een lightrailsysteem aangelegd. Het nieuwste vliegveld, met de meeste uitbreidingsmogelijkheden, Daxing ,ligt zo'n 60 km ten zuiden van de stad.
Andere vliegvelden in Peking zijn onder andere Liangxiang Airport, Xijiao Airport, Shahe Airport en Badaling Airport. Nanyuan Airport sloot als burgerluchtvaartvliegveld bij de opening van Daxing in 2019, maar is nog een vliegbasis. Capital en Daxing zijn de enige twee openbare vliegvelden, de andere zijn bedoeld voor militair gebruik ter verdediging van de hoofdstad.

### Openbaar vervoer
Een ander probleem dat de verkeersopstoppingen veroorzaakt, is dat het autoverkeer sneller groeit dan het openbaar vervoer. Er wordt wel fors geïnvesteerd in uitbreiding van het metronet met een jaarlijkse groei van tientallen stations. In deze metropool zijn in 2025 29 metrolijnen en er zijn verlengingen en nieuwe lijnen in aanbouw om het grote aantal mensen te kunnen verwerken en een groot aantal (ca. 600) (trolley)buslijnen.
Het openbaar vervoer wordt dus sterk uitgebreid. De metro van Peking bestaat in 2025 uit negenentwintig lijnen. Voor de Olympische Spelen van 2008 werden meerdere bijkomende metrolijnen gebouwd naar het Olympisch Park (waar het Nationaal Stadion van Peking staat). Taxi's zijn goed vertegenwoordigd aangezien het voor buitenlanders onverstandig is om hier in een auto rond te rijden. Maar buitenlanders kunnen wel fietsen. Er zijn hiervoor zelfs speciale fietsroutes ontwikkeld. De huurprijzen kunnen sterk variëren. In een hutong kan al een fiets worden gehuurd voor ¥20 (of 20 Renminbi). Dit is ongeveer 3 euro voor een hele dag.
Tarieven in de (trolley)bus is ¥1 voor de stad, en iets meer voor daarbuiten. Metrokaartjes kosten voor alle lijnen ¥3 voor een enkele reis, verder kan je voor alle lijnen en bus voor ¥20 een IC-kaart kopen.
Taxiprijzen beginnen met een starttarief van 10 yuan en na een bepaalde afstand wordt de prijs verhoogd met 1,20, 1,60, 2,00 of 2,50 yuan per kilometer, de toeslag per extra kilometer staat aangegeven op een sticker die zichtbaar geplakt is. Sommige taxi's accepteren ook de Yikatong-kaart.

## Sport
Peking organiseerde de Olympische Spelen van 2008 in onder meer het Nationale Stadion (het Vogelnest), wat leidde tot een golf van nationale trots in heel China. Het Nationale Stadion werd in 2015 gebruikt voor de organisatie van het WK atletiek. Op 31 juli 2015 werden de Olympische Winterspelen van 2022 toegewezen aan Peking. Peking was hiermee de eerste stad die zowel de Zomerspelen als de Winterspelen toegewezen heeft gekregen.

## Stedenbanden[8]
- Amsterdam (Nederland), sinds 1994
- Ankara (Turkije), sinds 1990
- Bangkok (Thailand), sinds 1993
- Belgrado (Servië), sinds 1980
- Berlijn (Duitsland), sinds 1994
- Brussel (België), sinds 1994
- Buenos Aires (Argentinië), sinds 1991
- Caïro (Egypte), sinds 1990
- Canberra (Australië), sinds 2000
- Gauteng (Zuid-Afrika), sinds 1998
- Hanoi (Vietnam), sinds 1994
- Île-de-France (Frankrijk), sinds 1987
- Islamabad (Pakistan), sinds 1992
- Jakarta (Indonesië), sinds 1992
- Keulen (Duitsland), sinds 1987
- Kiev (Oekraïne), sinds 1993
- Lima (Peru), sinds 1983
- Madrid (Spanje), sinds 1985
- Moskou (Rusland), sinds 1995
- New York (Verenigde Staten), sinds 1980
- Ottawa (Canada), sinds 1999
- Parijs (Frankrijk), sinds 1997
- Rio de Janeiro (Brazilië), sinds 1986
- Rome (Italië), sinds 1998
- Seoel (Zuid-Korea), sinds 1993
- Tel Aviv (Israël)
- Tokio (Japan), sinds 1979
- Washington D.C. (Verenigde Staten), sinds 1984

## Bekende inwoners van Peking

### Geboren
- Chongzhen (1611-1644), laatste keizer (1627-1644) van de Ming-dynastie
- Kangxi (1654-1722), keizer van China (1661-1722)
- Jiaqing (1760-1820), keizer van China (1796-1820)
- Daoguang (1782-1850), keizer van China (1820-1850)
- Xianfeng (1831-1861), keizer van China (1850-1861)
- Cixi (1835-1908), keizerin van China
- Tongzhi (1856-1875), keizer van China (1861-1875)
- Guangxu (1871-1908), keizer van China (1875-1908)
- Zaifeng (1883-1951), Mantsjoe-prins
- Puyi (1906-1967), laatste keizer van China (1908-1912/1924) en keizer van Mantsjoekwo (1934-1945)
- Wang Shixiang (1914-2009), kunst- en cultuurwetenschapper en dichter
- John Dobson (1915-2014), Amerikaanse amateurastronoom
- Li Zhisui (1919-1995), lijfarts van Mao
- Gladys Yang (1919-1999), Brits literair vertaler
- Patrick de Josselin de Jong (1922-1999), Nederlands antropoloog
- Fang Lizhi (1936-2012), dissident en astrofysicus
- Zhuang Zedong (1940-2013), tafeltennisser
- Chen Kaige (1952), filmregisseur en filmacteur
- Tian Zhuangzhuang (1952), filmregisseur
- Xi Jinping (1953), president van China (2013-heden)
- Ai Weiwei (1957), kunstenaar, politiek activist en filosoof
- Lulu Wang (1960), Chinees-Nederlands schrijfster
- Cui Jian (1961), zanger, componist, trompettist, gitarist en filmacteur
- Cao Shunli (1961), advocaat en mensenrechtenactivist
- Jet Li (1963), vechtkunstenaar en filmacteur
- Hu Jia (1973), activist, dissident
- Zhang Ziyi (1979), actrice
- Luo Li Rong (1980), beeldhouwster
- He Kexin (1992), turnster
- Yu Xiaoyu (1996), kunstschaatsster

### Overleden
- Matteo Ricci (1552-1610), Italiaanse jezuïet en missionaris
- Yang Shangkun (1907-1998), Chinees leider en president

## Websites
- (en) Pagina van het gemeentebestuur
- Statistische informatie over Peking